# Dínies (pintor)
Dínies (en llatí Deinias, en grec antic Δεινίας) fou un pintor grec. El seu mèrit es deu al fet que Plini el Vell en parla (Naturalis Historia. XXXV, 8), i diu que era un del primers pintors que va utilitzar la tècnica monocromàtica.